# G-taste
《G-taste》是日本漫畫家八神浩樹的青年漫畫作品，於1996年在講談社《MISTER MAGAZINE》開始連載，但因該雜誌停刊而於2000年1月暫停連載。2000年5月改在講談社《Young Magazine Uppers》（ヤングマガジンアッパーズ）繼續連載，但因為該雜誌停刊而再次中斷連載。2010年9月改在講談社《月刊Young Magazine》（月刊ヤングマガジン）繼續連載，中文版由尖端出版發行。後來改編成電視劇、OVA、遊戲等相關作品。

## 概要
標題中的「G」指「Girl」，「taste」代表味道，涵義是將男性對女性各種角色的慾望具體化。本作主線劇情薄弱，而是以介紹各種各樣具魅力的女主角為主，被歸類為Cosplay的類型。由漫畫改編的電視劇於2001年4月至7月的每個星期五凌晨3點14分在朝日電視台播放。由釋由美子擔任說書人，以一集一個主題的方式，每一集邀請人氣偶像穿上各種職業的服裝大受歡迎。

## 角色
黃金水教授
用燒瓶、試管製作性感服裝的教授。名字中的黃金水意即尿液。
素腳 駄目雄
黃金水教授的助手。戴著眼鏡的年輕男性，和教授一起登場。名字的日文發音同「那裡不行」(すあし だめお)
面具男爵
戴著面具、身分不明的男人。神無月、森村、水谷的主人。
池田龜太郎
外號色龜，專注偷窺三十年的男子，偷窺技術爐火純青。

### 諸位美女
神無月舞
紅色套裝秘書，水谷和森村的上司。向面具男爵虛報腰圍。自尊心很高，興趣是騎馬。
森村奈奈
黑色短髮女僕，性格較為害羞。
水谷理沙
棕色長髮女僕，森村奈奈的前輩。
紺野彩香
賽車女郎
星野麻由
在漫畫出租店兼職Cosplay虎女郎，晚上則在SM俱樂部做兔女郎。性格較為大膽。
瀬能明日香
黑髮短髮護士。
相澤早苗
褐色短髮護士，明日香的前輩。
蓮見蓮
黑色長髮護士。
風吹京花
醫師，性格強勢。
如月里緒菜
喜歡紅色的美女，口紅、指甲油和衣服全都是紅色。
四方堂由姫
旗袍、裸體圍裙、馬尾、人妻。
森野聖美
耶誕老人服。
草壁純
警察，金色短髮。性格暴力。
川村小百合
警察，黑色長髮。天真無邪。
池上麻美
警察，膚色是古銅色。
毛利未織
羊毛毛衣。
齊木麻由
餐廳服務生。
多崎川鈴
OL，姊姊。
如月里緒菜
丁字褲與吊帶絲襪。
如月麻里菜
鬼面具，巫女服，龜甲縛。
仁科葵
巴士車掌。

## 單行本
- 《G-taste》全7集
- 《G-taste　4又2分之1》（G-taste　4と2分の1）全1集 -畫冊，收錄在第四卷發售後未能收錄的作品
- 《G-taste　Cosplay特別篇》（G-taste　コスプレ・スペシャル）全1集
- 《G-taste　泳裝特別篇》（G-taste　水着スペシャル）全1集
- 《G-taste　戀物癖的快樂》（G-taste フェチの快楽）全1集
- 《移動G-taste》（動くG-taste）全1集
- 《換裝紙娃娃 G-taste & 移動G-taste》（コスチューム着せ替えペーパー G-taste & 動くG-taste）全1集
- 《G-Taste 彩色複製畫集》

## OVA

### 成人動畫
1999年12月18日到2003年4月24日發行成人動畫版的VHS及DVD-Video，2014發售合集版共2集。
- 『G-taste 〜八木澤萌〜』
- 『G-taste 〜森村奈奈〜』
- 『G-taste 〜神無月舞〜』
- 『G-taste 〜水越沙耶香〜』
- 『G-taste 〜川村美鈴〜』
- 『G-taste 加長完整版』
- 『G-taste 〜瀨能明日香〜』
- 『G-taste 〜真行寺由奈〜 FINAL』

### OAD
2010年11月22日發行漫畫單行本『G-Best G-taste Best Selection』附贈的動畫DVD。
配音員
- 如月里緒菜：本見
- 四方堂由姫：優記
- 森村奈奈：向日葵
- 瀬能明日香：波奈束風景（日语：波奈束風景）
- 神無月舞：青空
- 女醫生：蘭東

製作人員
- 原作：八神浩樹
- 導演：西島克彦
- 人物設計：清丸悟（如月里緒菜）、佐藤陵（四方堂由姫）、山内則康（森村奈奈）、櫻井正明（瀨能明日香）、加藤真人（神無月舞）
- 美術指導：糸満昭
- 色彩設計：三笠修
- 綜合總監：津田涼介
- 編輯：宇都宮正記
- 音樂：悠木真一
- 音響指導：明田川仁
- 動畫製作人：黄樹貳悠、先川幸矢
- 製作人：安永尚人、細谷祐介、半田有美
- 動畫製作：AIC PLUS+
- 製作：講談社

主題歌
「JOKER」
作詞、作曲、演唱：榊原由依／編曲：原田勝通（Angel Note）
各話列表
| 話數 | 角色       | 分鏡     | 演出     | 作畫指導 |
| ---- | ---------- | -------- | -------- | -------- |
| 1    | 如月里緒菜 | 清丸悟   | 清丸悟   | 清丸悟   |
| 2    | 四方堂由姫 | 佐藤陵   | 佐藤陵   | 佐藤陵   |
| 3    | 森村奈奈   | 山内則康 | 山内則康 | 山内則康 |
| 4    | 瀬能明日香 | 櫻井正明 | 櫻井正明 | 櫻井正明 |
| 5    | 神無月舞   | 松居英樹 | 加藤真人 | 加藤真人 |

## 外部連結
- G-Best官方網站（页面存档备份，存于）（日語）